# Łuna 23
Łuna 23 (ros. Луна 23, tłum. Księżyc 23) – radziecka bezzałogowa sonda kosmiczna wystrzelona w ramach programu Łuna.

## Przebieg misji
28 października 1974 roku z kosmodromu Bajkonur w Kazachstanie wystartowała Łuna 23. Lądowanie sondy na Księżycu nastąpiło 6 listopada 1974 roku w południowej części Mare Crisium, w miejscu o współrzędnych ☾ 12,5°N 62,0°E/12,500000 62,000000.
Cztery dni później agencja TASS poinformowała, że Łuna 23 miała pobrać próbki gruntu księżycowego i powrócić z nimi na Ziemię. Jednak po trzech godzinach prób nie udało się uruchomić stacji i zrezygnowano z eksperymentu. Lądownik kontynuował transmisję przez trzy dni po wylądowaniu.